# LM-33
LM-33/LP-33 − wysokopodłogowy, jednokierunkowy tramwaj wyprodukowany przez zakłady PTMZ w Leningradzie. 

## Konstrukcja
Tramwaje LM-33 (wagony silnikowe) i wagony doczepne LP-33 to wagony czteroosiowe, wysokopodłogowe, jednokierunkowe o długości 15 m i szerokości 2,6 m. 

## Eksploatacja
Tramwaje LM-33 i LP-33 produkowano na licencji amerykańskiej firmy Peter Witt. W latach 1933−1939 zbudowano 232 wagonów. Produkowane były dla Leningradu. Na początku nazwa tych tramwajów brzmiała Ma - motorowy Amerykańskiego typu (wagony silnikowe) i PA - doczepny Amerykańskiego typu. Później nazwę tramwajów tego typu zmieniono na LM-33 (Leningradzki motorowy 1933) i LP-33 (Leningradzki doczepny 1933). Do dzisiaj zachowało się kilka tramwajów służących jako techniczne oraz jeden skład historyczny złożony z jednego wagonu LM-33 i jednego LP-33.